# Introducing Morrissey
Introducing Morrissey è un video del cantante inglese Morrissey.
Pubblicato dalla Warner Reprise Video il 7 ottobre del 1996 in formato vHS, il video raccoglie immagini tratte dalle esibizioni live durante il tour promozionale del 1995 ed è diretto da James O'Brien.
Le date in cui venne realizzato il video sono quelle del 7 e 8 febbraio, rispettivamente a Sheffield e Blackpool. La copertina ritrae Morrissey fotografato da Rankin.

## Tracce
1. Billy Budd
2. Have-a-Go Merchant
3. Spring-Heeled Jim
4. You're the One for Me, Fatty
5. The More You Ignore Me, the Closer I Get
6. Whatever Happens, I Love You
7. We'll Let You Know
8. Jack the Ripper
9. Why Don't You Find Out for Yourself
10. The National Front Disco
11. Moon River
12. Hold On to Your Friends
13. Boxers
14. Now My Heart Is Full
15. Speedway